# Cao Xá, Tân Yên
Cao Xá là một xã thuộc huyện Tân Yên, tỉnh Bắc Giang, Việt Nam.
Xã Cao Xá có diện tích 15,12 km², dân số năm 2022 là 12.670 người, mật độ dân số đạt 837 người/km².

## Vị trí
Xã Cao Xá nằm ở phía tây huyện Tân Yên. Phía Đông giáp với thị trấn Cao Thượng. Phía Tây giáp xã Ngọc Châu. Phía Nam giáp Xã Ngọc Lý. Phía Bắc giáp xã An Dương.

## Lịch sử
Năm 1945 theo chủ trương của trên xã Vinh Quang được thành lập. Tên xã Vinh Quang được kéo dài từ đó đến năm 1970 thì được đổi tên thành xã Cao Xá. Xã Cao Xá ngày nay được hợp nhất từ 3 xã cũ là xã Ngô Xá, xã Lăng Cao và một phần của xã Yên Lễ.